# 红河酸蔹藤
红河酸蔹藤（学名：Ampelocissus hoabinhensis），为葡萄科酸蔹藤属下的一个植物种。